# Édibe de Soissons
 (février 2023).
Édibe ou Herlube est le onzième évêque de Soissons; il succéda à Onésime II et fut le prédécesseur immédiat de Prince ou Principius ; il occupait le siège de Soissons en 451 et semble être mort huit à dix ans plus tard.

## Biographie
L'on ne sait presque rien de ce prélat catholique et les Bollandistes, derrière une notice dithyrambique, en disent peu.
D'un caractère bien trempé Édibe était réputé avoir une grande fermeté de caractère ; il faisait la guerre aux vices et aux déviances religieuses dans son diocèse.
En 451 Attila traverse le Rhin, ravage Metz, qui fut pillée et réduite en cendres ; Arras et Reims avaient été prises d'assaut ; Soissons s'attendait au sac et au pillage. Édibe rencontra ce redoutable conquérant et le persuada que son intérêt était de prendre une autre route et d'aller piller ailleurs ; l'histoire ne dit pas si ce fut en contrepartie d'une rançon ; Soissons fut ainsi épargné.